# Махриу (Вранча)
Махриу (рум. Mahriu) насеље је у Румунији у округу Вранча у општини Појана Кристеј. Oпштина се налази на надморској висини од 275 m.

## Становништво
Према подацима из 2002. године у насељу је живело 389 становника, од којих су сви румунске националности.